# Alfred Adloff
Alfred Adloff (* 22. Juli 1874 in Düsseldorf; † nach 1937 in Araraquara) war deutsch-brasilianischer Bildhauer, der in der ersten Hälfte des 20. Jahrhunderts als Schöpfer bildhauerischer Werke Brasiliens bekannt wurde.

## Leben

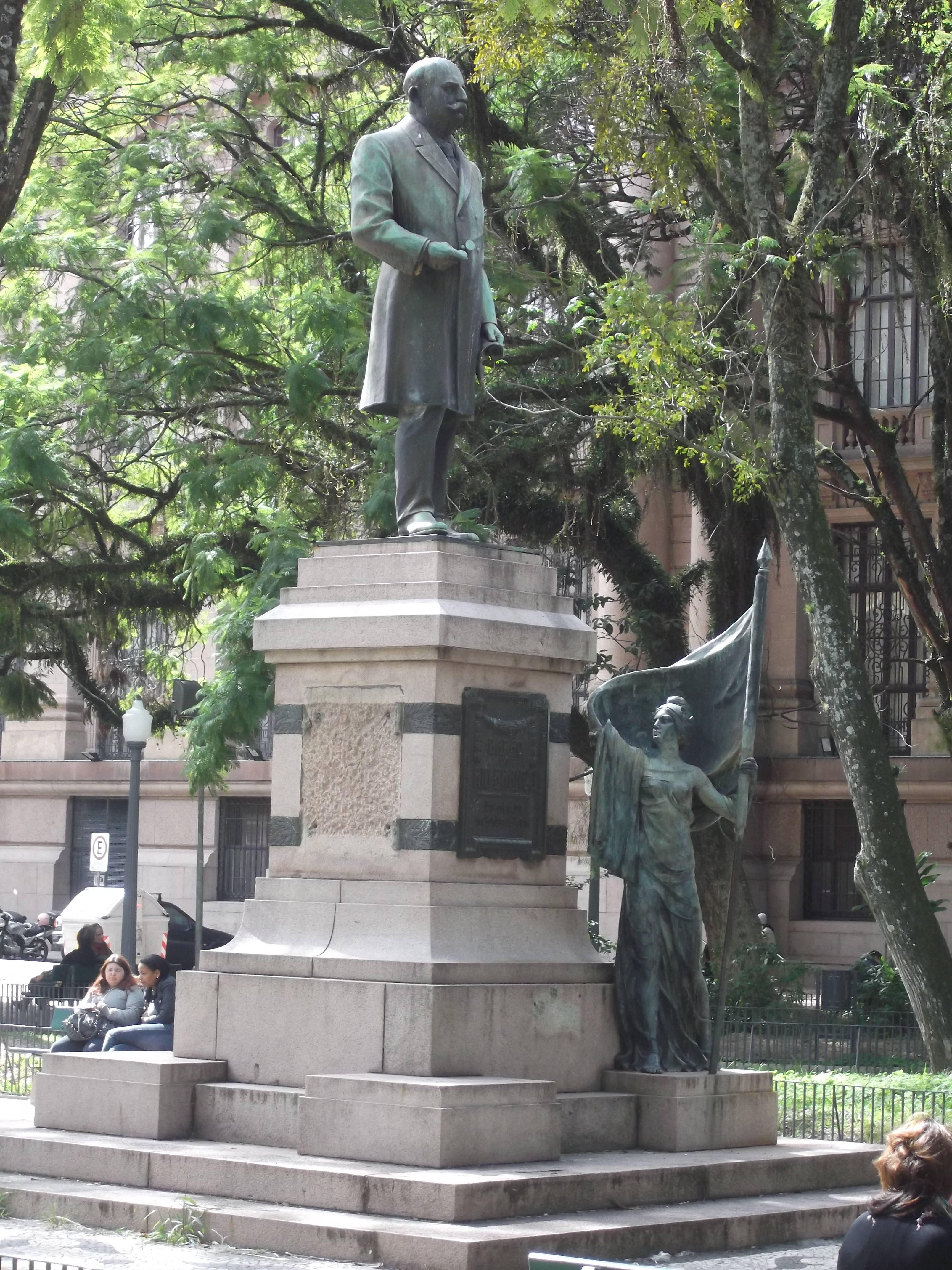
Denkmal für den Barão do Rio Branco

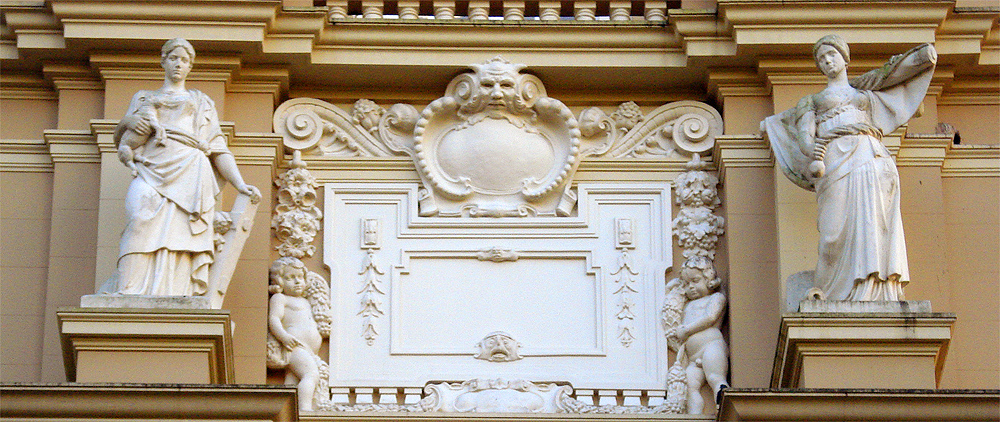
Figuren am Museu de Arte do Rio Grande do Sul Ado Malagoli

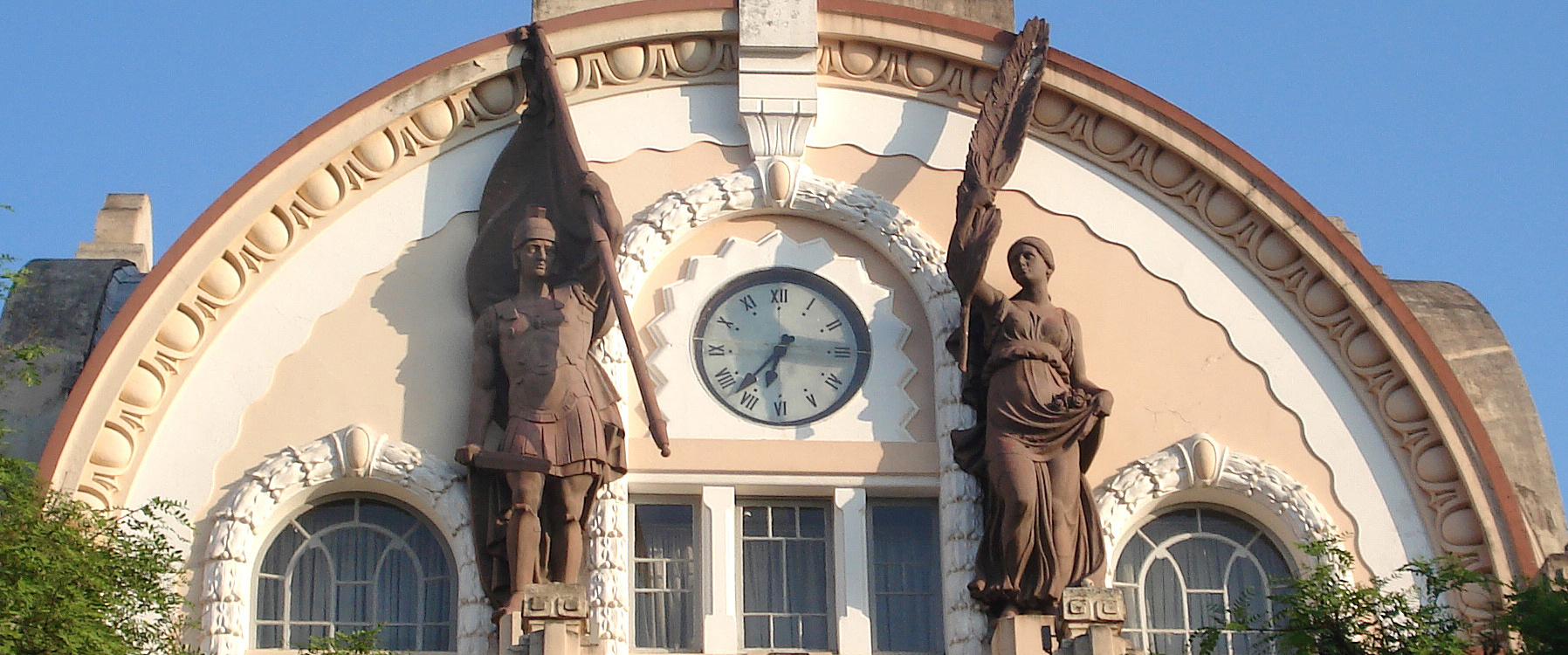
Statuen am Militärkollegium

Alfred Hubert Adloff, Sohn des Stuckateurs Alfred Adloff (* 1848) und der Johanna Riel, besuchte bis zu seinem 14. Lebensjahr die Volksschule (Karlschule) in der Charlottenstraße in Düsseldorf. 1888 begann er eine Lehre bei dem Bildhauer Gustav Rutz, die er nach einem Jahr abbrechen musste, da Rutz „… mit größeren Arbeiten beschäftigt war …“. Alfreds Vater war Gipsformer an der Kunstgewerbeschule, so lag es nahe, dass er diese ab 1889 besuchen konnte und auf Gesuch des Vaters für das Schuljahr 1891/92 ein städtisches Stipendium erhielt. 1892/93 folgte ein Stipendium der Aders-Tönnies-Stiftung. 1891 erhielt Adloff aus einer Monatskonkurrenz der Schule einen ersten Preis.
1906 wurde sein Vater wegen Trunksucht entmündigt. 1907 nahm Alfred Adloff an der „Deutsch-Nationalen Kunstausstellung“ im Düsseldorfer Kunstpalast teil und wohnte mit seiner Familie in der Marschallstraße 13a. Einige Zeit arbeitete Adloff in Berlin für einen vermögenden und berühmten Kollegen, der seine Arbeit schätze und diese mit seinem Namen unterzeichnete. Von 1909 bis 1911 befand sich sein Atelier in der Grafenberger Allee 32/34 im Haus des Bildhauers August Bauer. Nach einem kurzen Aufenthalt in Brüssel und Italien kehrte er nach Deutschland zurück und arbeitete in Besteck- und Geschirrfabriken in Gießen und Essen, wo er seine bereits verfeinerte Technik an der Drehbank weiter perfektionierte. In Essen erhielt er eine Einladung von João Vicente Friedrichs, um in dessen Dekorations- und Skulpturen-Werkstatt in Porto Alegre zu arbeiten. So begab sich Adolf Adloff um 1913 nach Brasilien und führte in den folgenden Jahren die meisten Plastiken für die Werkstatt João Vicente Friedrichs aus. In der Skulpturen- und Galvanikwerkstatt wurden unter anderem Bilder, Gräber, Mosaike, Kronleuchter und andere Metallgegenstände herstellt. Eine Zeit lang unterhielt er die Firma „Gaudenzi & Adloff – Esculptores“ in Partnerschaft mit dem italienischen Bildhauer Giuseppe Gaudenzi, der ein Verwalter der Dekorationswerkstatt von Friedrichs war.

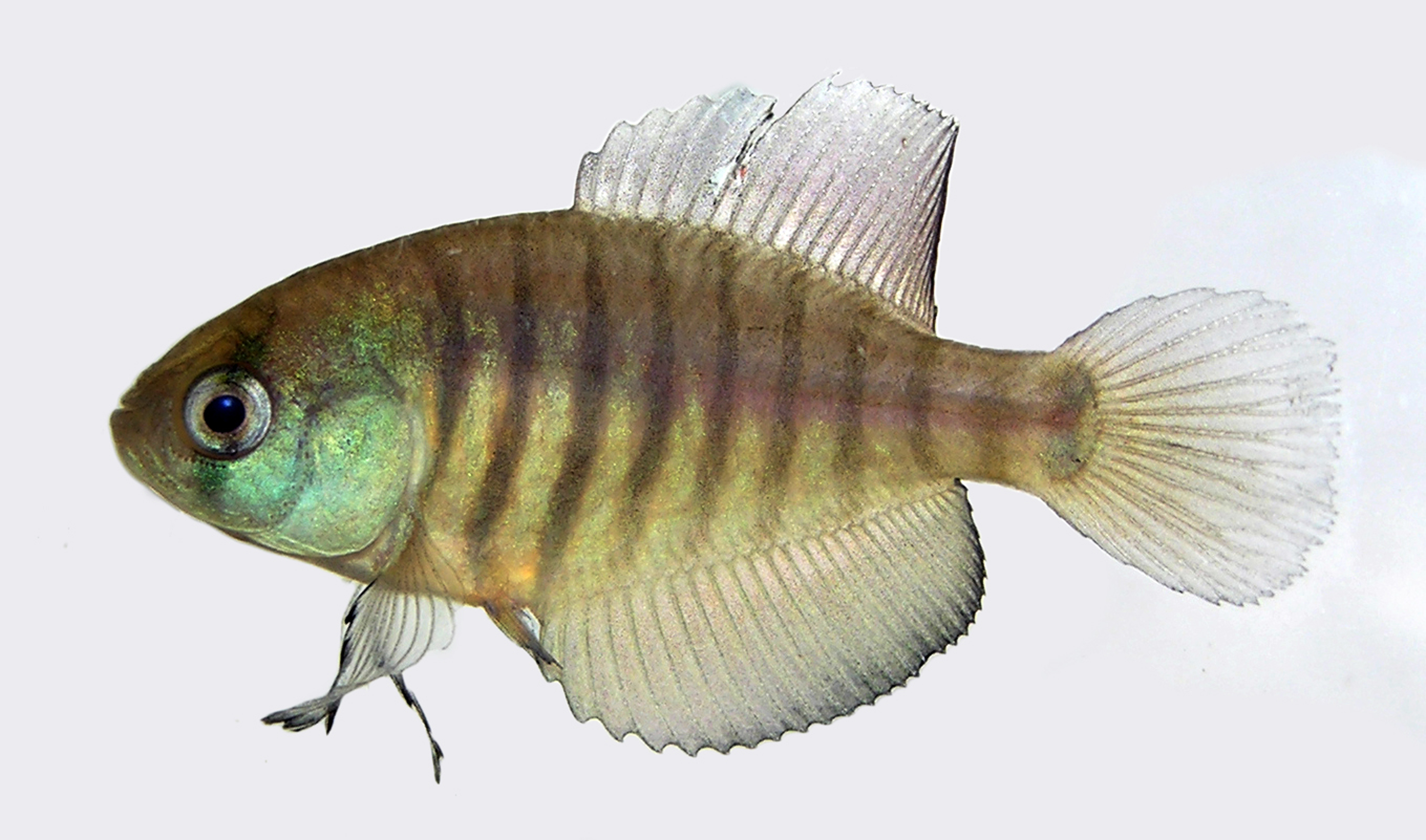
Austrolebias adloffi (Männchen)

In den 1930er Jahren, mit dem Ende der Blütezeit der monumentalen Gebäude in Porto Alegre, hatte Adloff mit finanziellen Schwierigkeiten zu kämpfen und musste 1937, da zahlungsunfähig, bei der Grundsteuer eine Amnestie beantragen. Er fand keine Arbeit mehr und zog in das Haus seines Sohnes Hans Alfredo Adloff in Araraquara, wo er an einem unbekannten Datum starb.
Adloff war auch ein Fischzüchter und hatte einige Arten von Zierfischen in Rio Grande do Sul entdeckt. Der Zahnkärpfling Austrolebias adloffi wurde 1922 von Ernst Ahl als Cynolebias adloffi beschrieben und nach Adloff benannt, der ihn entdeckt hatte.

## Leistungen
Alfred Adloff war ein vielseitiger Künstler und beherrschte verschiedene Stile und Techniken. Seine Fassadenarbeiten bestehen aus geformtem Zement und zeigen eine raffinierte und ausdrucksstarke Gestaltung.

## Werke (Auswahl)
- 1898: Germane mit Elch und Bacchantin, in der Kunstausstellung Eduard Schulte[12]
- 1907: Badendes Mädchen, Deutsch-Nationale Kunstausstellung, Düsseldorf[13]
- 1913–1914: alle Skulpturen an der Fassade und im Inneren des Gebäudes der ehemaligen Steueraufsichtsbehörde, heute des Kunstmuseums Ado Malagoli (MARGS)
- 1914: Figuren auf dem Denkmal für den Baron von Rio Branco, Porto Alegre (Die Gipsmodelle der beiden Figuren, eine vom Baron und die andere als Symbol für die Republik, wurden von Alfred Adloff angefertigt. Die beiden Modelle waren im Mai 1914 fertig und wurden zum Bronzeguss nach Berlin geschickt.)
- um 1914: die Statue des Gambrinus an der Fassade des ehemaligen Brauereigebäudes der Cervejaria Brahma, Porto Alegre
- 1914/1915: die beiden Statuen auf dem Titelbild des Militärkollegiums (CMPA), Porto Alegre
- 1920–1924: Statue des Heiligen Josef mit dem Jesuskind auf dem Schoß und weitere Skulpturen an der Fassade der katholischen Kirche Igreja São José. (in Zusammenarbeit mit Architekten Joseph Franz Seraph Lutzenberger)
- um 1927–1932: die beiden Statuen unter dem Viadukt Otávio Rocha, Porto Alegre
- 1935 aufgestellt: Statue der Samaritana im Praça da Alfândega, Porto Alegre
- ein Teil der äußeren Dekoration der alten Kraft und des Lichts und der große Atlas an der Fassade des Gebäudes der Bundesaufsichtsbehörde in Porto Alegre wird ihm zugeschrieben
- Nymphen zu einem Brunnen am Edgar-Schneider-Platz, Porto Alegre (abgegangen)
- Bronzeplatte mit Porträt Lia 25. VII MCMXXXIV (1934)[14]